# 8335 Сартон
8335 Сартон (8335 Sarton) — астероїд головного поясу, відкритий 28 лютого 1984 року.
Тіссеранів параметр щодо Юпітера — 3,633.
Названо на честь Джорджа Сартона, американського професора математики бельгійського походження.